# Stellariomnium
Stellariomnium là một chi rêu trong họ Mniaceae.